# عایشه حرانیه
عایشه حرّانیّه (۱۲۴۹ - ۱۳۳۶) (نسب: عایشه بنت محمد بن مسلم، حرانیّه) محدثی شامی بود. بسیار به آموزش حدیث می‌پرداخت و در آن علم ممتاز بود. هنگامی که ابن بطوطه در ۷۲۶ق/ ۱۳۲۶م به دمشق وارد شد، در مسجد جامع اموی از او حدیث فراگرفت. پیشهٔ اصلی اش دوزندگی بود و آن را رها نکرد.    